# Liste des chapitres de Sankarea
Cet article est un complément de l'article sur le manga Sankarea.

## Volumes reliés
| no | Japonais        | Japonais          | Français        | Français          |
| no | Date de sortie  | ISBN              | Date de sortie  | ISBN              |
| --- | --------------- | ----------------- | --------------- | ----------------- |
| 1 | 16 juillet 2010 | 978-4-06-384341-5 | 2 janvier 2013  | 978-2-8116-1070-8 |
| Liste des chapitres : - Chapitre 1 : Si... je deviens... un zombie - Chapitre 2 : On a... réussi - Chapitre 3 : Sanka... Rea - Chapitre 4 : Une fille... ordinaire... |                 |                   |                 |                   |
| 2 | 9 décembre 2010 | 978-4-06-384412-2 | 3 avril 2013    | 978-2-8116-1047-0 |
| Liste des chapitres : - Chapitre 5 : Être un zombie... signifie... - Chapitre 6 : Elle est redoutable... - Chapitre 7 : Une fausse... liberté... - Chapitre 8 : Du dégoût... - Chapitre 9 : Fi... ancée... |                 |                   |                 |                   |
| 3 | 9 mars 2011     | 978-4-06-384453-5 | 17 juillet 2013 | 978-2-8116-1182-8 |
| Liste des chapitres : - Chapitre 10 : Cœur... de femme... - Chapitre 11 : Moi... je m'en moque... - Chapitre 12 : La main... de ma mère... - Chapitre 13 : In... compréhensible... - Chapitre 14 : Roman... tique... |                 |                   |                 |                   |
| 4 | 9 août 2011     | 978-4-06-384529-7 | 2 octobre 2013  | 978-2-8116-1268-9 |
| Liste des chapitres : - Chapitre 15 : Les... jeux... - Chapitre 16 : Ah... - Chapitre 17 : Ce genre de choses... tu aimes ?... - Chapitre 18 : Un grand... souvenir... - Chapitre 19 : Si... tu ne m'écoute pas... - Spécial histoire courte : Je suis, moi aussi... un zombie... |                 |                   |                 |                   |
| 5 | 9 février 2012  | 978-4-06-384623-2 | 15 janvier 2014 | 978-2-8116-1342-6 |
| Extra : Dans la version japonaise, le tome 5 (ISBN 978-4-06-358382-3) est sorti en édition limitée comprenant un CD.Liste des chapitres : - Chapitre 20 : De... toi... - Chapitre 21 : L'amour... pour moi... - Chapitre 22 : Ce que... j'ai créé... - Chapitre 23 : Mes sentiments... aussi... - Chapitre 24 : Même un amour... non partagé...                                           |                 |                   |                 |                   |
| 6 | 8 juin 2012     | 978-4-06-384682-9 | 2 avril 2014    | 978-2-8116-1422-5 |
| Extra : Dans la version japonaise, le tome 6 (ISBN 978-4-06-358389-2) est sorti en édition limitée comprenant un DVD.Liste des chapitres : - Chapitre 25 : A... mi... - Chapitre 26 : L'instinct... d'un zombie... - Chapitre 27 : Ce qu'est... un zombie... - Chapitre 28 : Et... pourtant... - Chapitre 29 : C'est... le destin... - Chapitre spécial : Ma vie... en tant que zombie... |                 |                   |                 |                   |
| 7 | 9 novembre 2012 | 978-4-06-384762-8 | 16 juillet 2014 | 978-2-8116-1526-0 |
| Extra : Dans la version japonaise, le tome 7 (ISBN 978-4-06-358390-8) est sorti en édition limitée comprenant un DVD.Liste des chapitres : - Chapitre 30 : Je ne veux pas... perdre... - Chapitre 31 : Heureuse... coïncidence... - Chapitre 32 : Pas encore... - Chapitre 33 : Possi... bilité... - Chapitre 34 : Nous... sommes-nous déjà vues ?                                        |                 |                   |                 |                   |
| 8 | 7 juin 2013     | 978-4-06-384873-1 | 15 octobre 2014 | 978-2-8116-1621-2 |
| Extra : Dans la version japonaise, le tome 8 (ISBN 978-4-06-362253-9) est sorti en édition limitée comprenant un DVD.Liste des chapitres : - Chapitre 35 : Un jour... certainement... - Chapitre 36 : Mer... ci... - Chapitre 37 : Hourra... hourra... - Chapitre 38 : En finir... pour toutes... - Chapitre 39 : Sédui... sante... - Chapitre 40 : Fais-moi... confiance...              |                 |                   |                 |                   |
| 9 | 9 janvier 2014  | 978-4-06-394977-3 | 21 janvier 2015 | 978-2-8116-1728-8 |
| Liste des chapitres : - Chapitre 41 : Pauvre... fou... - Chapitre 42 : Où est... ma place... - Chapitre 43 : Première... fois... - Chapitre 44 : Quelque chose... de précieux... - Chapitre 45 : La rai... son... - Chapitre 46 : Yuzu... na... |                 |                   |                 |                   |
| 10 | 9 juin 2014     | 978-4-06-395062-5 | 17 juin 2015    | 978-2-8116-2043-1 |
| Liste des chapitres : - Chapitre 47 : Achè... vement... - Chapitre 48 : O... toki... - Chapitre 49 : Même si... je... - Chapitre 50 : Je... J'ai vu... - Chapitre 51 : Jusqu'à ce qu'il... vienne ici... - Chapitre 52 : Irré... parable... |                 |                   |                 |                   |
| 11 | 7 novembre 2014 | 978-4-06-395231-5 | 21 octobre 2015 | 978-2-8116-2280-0 |
| Liste des chapitres : - Chapitre 53 : Je les soutiendrai... jusqu'au bout... - Chapitre 54 : Encore une fois... Maintenant - Chapitre 55 : Rea... Sanka - Chapitre 56 : Jusqu'à... ce que... je périsse - Chapitre bonus : Shiromabito (La créature blanche) |                 |                   |                 |                   |

### Kōdansha
1. 1 2  Tome 1
2. 1 2  Tome 2
3. 1 2  Tome 3
4. 1 2  Tome 4
5. 1 2  Tome 5
6. ↑  Tome 5 – Édition limitée
7. 1 2  Tome 6
8. ↑  Tome 6 – Édition limitée
9. 1 2  Tome 7
10. ↑  Tome 7 – Édition limitée
11. 1 2  Tome 8
12. ↑  Tome 8 – Édition limitée
13. 1 2  Tome 9
14. 1 2  Tome 10
15. 1 2  Tome 11

### Pika Édition
1. 1 2  Tome 1
2. 1 2  Tome 2
3. 1 2  Tome 3
4. 1 2  Tome 4
5. 1 2  Tome 5
6. 1 2  Tome 6
7. 1 2  Tome 7
8. 1 2  Tome 8
9. 1 2  Tome 9
10. 1 2  Tome 10
11. 1 2  Tome 11